# A* algoritmus
Az A* (A csillagnak ejtve) egy gráfbejáró és útvonalkeresési algoritmus, amelyet teljessége, optimális hatékonysága miatt gyakran használnak a számítástechnikában. Az egyik fő gyakorlati hátránya az {\displaystyle O(b^{d})} tárhelybonyolultsága, mivel az összes generált csomópontot eltárolja a memóriában. Így a gyakorlati útkereső rendszerekben általában jobban teljesítenek nála olyan algoritmusok, amelyek képesek a gráf előfeldolgozására a jobb teljesítmény érdekében, ahogy a memóriakorlátos megközelítések is. Sok esetben azonban az A* továbbra is a legjobb megoldás.
Peter Hart, Nils Nilsson és Bertram Raphael a Stanford Kutatóintézetben (ma SRI International) 1968-ban publikálta először az algoritmust. Ez Edsger Dijkstra 1959-es algoritmusa kiterjesztésének tekinthető. Az A* azáltal ér el jobb teljesítményt, hogy heurisztikát használ a keresés irányításához.

## Történet

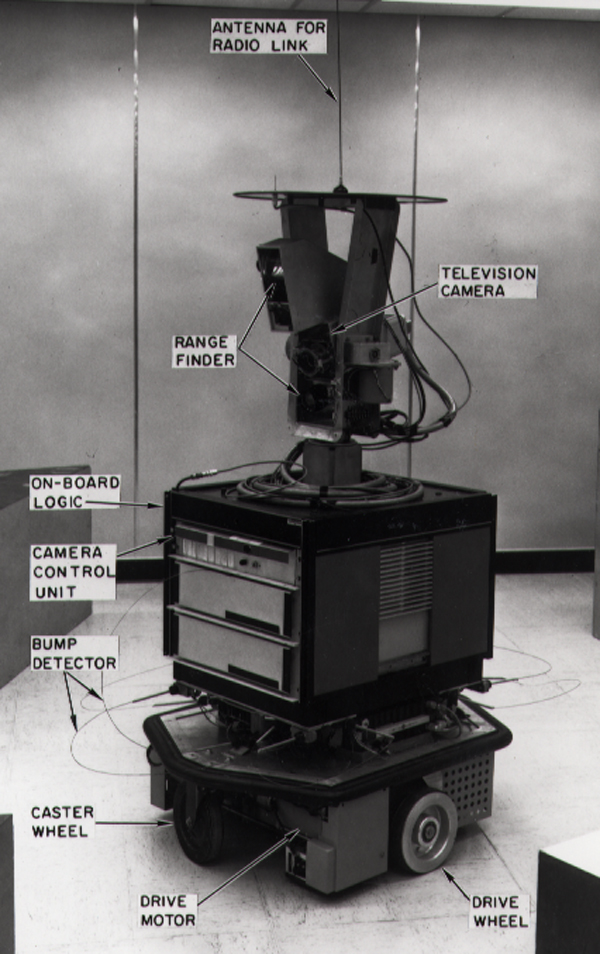
Az A*-ot a Shakey the Robot útjának tervezésén dolgozó kutatók találták ki

Az A*-ot a Shakey projekt részeként hozták létre, amelynek célja egy mobil robot felépítése volt, amely meg tudja tervezni a saját tevékenységeit. Nils Nilsson eredetileg a Graph Traverser algoritmus használatát javasolta Shakey útjának tervezéséhez. A Graph Traverser algoritmust egy {\displaystyle h(n)} heurisztikus függvény, az {\displaystyle n} csúcstól a célcsúcsig becsült távolság vezérli: teljesen figyelmen kívül hagyja {\displaystyle g(n)}-t, a kezdőcsúcstól {\displaystyle n}-ig való távolságot. Bertram Raphael a {\displaystyle g(n)+h(n)} összeg használatát javasolta. Peter Hart alkotta meg azokat a fogalmakat, amelyeket ma a heurisztikus függvények megengedhetőségének (admissibility) és konzisztenciájának vagy monotonitásának (consistency/monotonity) hívunk. Az A*-ot eredetileg a legolcsóbb útvonalak megtalálására tervezték, amikor egy út költsége a élköltségek összege. De kimutatták, hogy az A* felhasználható bármely olyan probléma megoldására, ahol egy költségalgebra feltételeinek megfelelő optimális útvonalak megtalálása a cél.
Az eredeti 1968-as A*-cikkben szerepel egy tétel, miszerint egyetlen A*-hoz hasonló algoritmus sem tud kevesebb csúcsot kiterjeszteni, mint az A*, ha a heurisztikus függvény monoton, és az egyenlőséget feloldó szabályok (tie-breaking rule-ok) megfelelően vannak megválasztva. Néhány évvel később egy „korrekciót” tettek közzé, amelyben azt állították, hogy nincs szükség monotonitásra, de ezt Dechter és Pearl cáfolta az A* optimálisságáról (mai megnevezéssel optimális hatékonyságról) szóló végleges tanulmányában, amiben példát adtak az A*-ra egy olyan megengedhető, de nem monoton heurisztikával, ami tetszőlegesen több csúcsot terjeszt ki egy alternatív A*-szerű algoritmusnál.

## Leírás
Az A* egy informált keresőalgoritmus, avagy legjobbat először keresés, vagyis súlyozott gráfokkal van megfogalmazva: a gráf egy adott kezdőcsúcsából kiindulva arra törekszik, hogy olyan utat keressen az adott célcsomóponthoz, amelynek a legkisebb a költsége (a legrövidebb távolság, a legrövidebb idő stb.). Ezt a kezdőcsúcsból induló utak fájának karbantartásával és az utakhoz az élek egyenkénti hozzáfűzésével teszi, amíg el nem éri a terminálási feltételét.
A fő ciklus minden iterációjánál az A*-nak meg kell határoznia a kiterjesztendő utat. Ehhez az út költségét és a cél eléréséhez szükséges becsült költséget veszi figyelembe. Pontosabban, az A* kiválasztja az
{\displaystyle f(n)=g(n)+h(n)}
függvényt minimalizáló utat, ahol n az úton található következő csúcs, g(n) a kezdőcsúcstól n-ig tartó út költsége, és h(n) egy heurisztikus függvény, amely az n-től a célig vezető legolcsóbb út költségét becsli. Az A* akkor fejeződik be, amikor a kezdőcsúcstól a célcsúcsig vezető utat próbálná kiterjeszteni, vagy ha nincsenek kiterjesztendő utak. A heurisztikus függvény problémaspecifikus. Ha a heurisztikus függvény megengedhető (azaz soha nem becsüli felül a cél eléréséhez szükséges tényleges költségeket), akkor az A* garantáltan a kezdőcsúcstól a célcsúcsig vezető optimális utat adja meg.
Az A* tipikus megvalósítása egy prioritásos sort alkalmaz a kiterjesztendő, minimális (becsült) költségű csúcsok ismételt kiválasztásához. Ezt a prioritásos sort nyílt halmaznak vagy peremnek nevezzük. Az algoritmus minden lépésénél a legkisebb f(x) értékű csomópontot eltávolítja a sorból, a szomszédainak f és g értékeit ennek megfelelően frissíti, és ezeket a szomszédokat hozzáadja a sorhoz. Az algoritmus addig folytatódik, amíg a célcsúcs alacsonyabb f értékkel nem rendelkezik, mint a sorban lévő bármelyik csomópont (vagy amíg a sor ki nem ürül). A cél f értéke ekkor a legrövidebb út költsége, mivel h értéke nulla a célcsúcsban megengedhető heurisztika esetén.
Az eddig leírt algoritmus csak a legrövidebb út hosszát adja meg. A tényleges lépések sorrendjének megtalálásához az algoritmus könnyen módosítható úgy, hogy az útvonalon lévő minden csúcsban eltároljuk a szülőcsúcsát. Az algoritmus terminálása után a célcsúcs az elődjére mutat, és így tovább, amíg valamelyik csúcs elődje a kezdőcsúcs.
Például amikor a térképen a legrövidebb utat keressük, a h(x) képviselheti a célhoz vezető légvonalbeli távolságot, mivel fizikailag ez a lehető legkisebb távolság a két pont között.
Ha a h heurisztika kielégíti a h(x) ≤ d(x, y) + h(y) kiegészítő feltételt a gráf minden (x, y) élére (ahol d az adott él hosszát jelöli), akkor h monoton vagy konzisztens. Konzisztens heurisztikával garantált, hogy az A* optimális utat talál egy csomópont többszöri feldolgozása nélkül, és A* egyenértékű Dijkstra algoritmusának futtatásával a {\displaystyle d'(x,y)=d(x,y)+h(y)-h(x)} csökkentett költséggel.

### Pszeudokód
A következő pszeudokód leírja az algoritmust: 
```
function
 
reconstruct_path
(
cameFrom
,
 
current
)

  
total_path
 
:=
 
{current}

  
while
 
current
 
in
 
cameFrom
.
Keys
:

    
current
 
:=
 
cameFrom
[
current
]

    
total_path
.
prepend
(
current
)

  
return
 
total_path

// Az A* keres egy utat a kezdőcsúcsból a célcsúcsba.

// h a heurisztikus függvény. h(n) becsüli a cél elérésének

// költségét az n csúcsból kiindulva.

function
 
A_Star
(
start
,
 
goal
,
 
h
)

  
// A felfedezett csúcsok halmaza, amelyeket szükséges lehet (újra) kiterjeszteni.

  
// Induláskor csak a kezdőcsúcs ismert.

  
// Ez általában egy min-kupaccal vagy prioritásos sorral van megvalósítva,

  
// nem hasításos halmazzal.

  
openSet
 
:=
 
{start}

  
// Az n csúcsra cameFrom[n] az azt közvetlenül megelőző csúcs a kezdőcsúcsból

  
// n-be vezető legolcsóbb eddig ismert úton.

  
cameFrom
 
:=
 
an
 
empty
 
map

  
// Az n csúcsra gScore[n] a kezdőcsúcsból n-be vezető legolcsóbb eddig ismert

  
// út költsége.

  
gScore
 
:=
 
map
 
with
 
default
 
value
 
of
 
Infinity

  
gScore
[
start
]
 
:=
 
0

  
// Az n csúcsra fScore[n] := gScore[n] + h(n). fScore[n] értéke az aktuális

  
// legjobb becslésünk a kezdőcsúcsból a célcsúcsba vezető, n-en átmenő

  
// optimális út költségére.

  
fScore
 
:=
 
map
 
with
 
default
 
value
 
of
 
Infinity

  
fScore
[
start
]
 
:=
 
h
(
start
)

  
while
 
openSet
 
is
 
not
 
empty

    
// Ez a művelet O(1) idejű, ha openSet min-kupac vagy prioritásos sor

    
current
 
:=
 
the
 
node
 
in
 
openSet
 
having
 
the
 
lowest
 
fScore
[]
 
value

    
if
 
current
 
=
 
goal

      
return
 
reconstruct_path
(
cameFrom
,
 
current
)

    
openSet
.
Remove
(
current
)

    
for
 
each
 
neighbor
 
of
 
current

      
// d(current,neighbor) a jelenlegiből a szomszéd csúcsba vezető él költsége

      
// tentative_gScore a kezdőcsúcsból az aktuális csúcson át a szomszédba

      
// vezető út költsége

      
tentative_gScore
 
:=
 
gScore
[
current
]
 
+
 
d
(
current
,
 
neighbor
)

      
if
 
tentative_gScore
 
<
 
gScore
[
neighbor
]

        
// Ez a szomszédba vezető út jobb minden eddiginél. Rögzítsük!

        
cameFrom
[
neighbor
]
 
:=
 
current

        
gScore
[
neighbor
]
 
:=
 
tentative_gScore

        
fScore
[
neighbor
]
 
:=
 
gScore
[
neighbor
]
 
+
 
h
(
neighbor
)

        
if
 
neighbor
 
not
 
in
 
openSet

          
openSet
.
add
(
neighbor
)

  
// A nyílt halmaz üres, de soha nem értük el a célcsúcsot

  
return
 
failure

```

Megjegyzés: Ebben a pszeudokódban, ha egy csúcsot elérünk egy úttal, eltávolítjuk a nyílt halmazból, majd ha később egy olcsóbb útvonalon újra elérjük, akkor az ismét hozzáadódik a nyílt halmazhoz. Ez elengedhetetlen annak garantálásához, hogy a visszaadott út optimális legyen, ha a heurisztikus függvény megengedhető, de nem konzisztens. Ha a heurisztika konzisztens, akkor, amikor egy csúcs kikerül a nyílt halmazból, akkor az elérési út garantáltan optimális lesz, tehát a csúcs újabb elérésekor a tentative_gScore < gScore [neighbor] feltétel mindig hamis. 

A robot mozgástervezési problémájának kezdőcsomóponttól egy célcsomópontig történő elérési út keresésének A* ábrája. Az üres körök a nyitott halmaz csomópontjait képviselik, azaz azokat, amelyeket még ki kell vizsgálni, és a kitöltött zárt halmazban vannak. Az egyes zárt csomópontok színe jelzi a távolságot a kezdetektől: minél zöldebb, annál távolabb van. Először láthatjuk, hogy az A* egyenes vonalban halad a cél felé, majd amikor akadályba ütközik, alternatív útvonalakat fedez fel a csomópontokon keresztül a nyitott készletből.

### Példa
Példa egy működő A* algoritmusra, ahol a csomópontok utakkal összekötött városok, és h(x) a célponthoz való egyenes távolság:
Kulcs: zöld: kezdőcsúcs; kék: célcsúcs; narancs: meglátogatott
Az A* algoritmus valós alkalmazásokkal is rendelkezik. Ebben a példában az élek vasútvonalak, és h(x) a főköri távolság (a lehető legrövidebb gömbfelületi távolság) a célig. Az algoritmus utat keres Washington és Los Angeles között.

### A végrehajtás részletei
Számos egyszerű optimalizálás vagy megvalósítási részlet létezik, amelyek jelentősen befolyásolhatják az A* megvalósítási teljesítményét. Az első fontos részlet az, hogy a prioritási sor hogyan kezeli az azonos heurisztikusfüggvény-értékeket, mert ez bizonyos helyzetekben jelentős hatással lehet a teljesítményre. Ha ilyen esetben a sor LIFO módon viselkedik, akkor A* mélységi keresésként viselkedik az egyenlő költségek között (elkerülve, hogy egynél több egyformán optimális megoldást fedezzen fel).
Ha a keresés végén elérési út szükséges, általában minden csomópontnál hivatkozást kell megadni a csomópont szülőjére. A keresés végén ezek a referenciák felhasználhatók az optimális út visszaállítására. Ha ezeket a hivatkozásokat megtartjuk, akkor fontos lehet, hogy ugyanaz a csomópont csak egyszer jelenjen meg a prioritásos sorban (mindegyik bejegyzés a csomópont eltérő útvonalának felel meg, és mindegyik eltérő költséggel rendelkezik). Általános megközelítés itt annak ellenőrzése, hogy a hozzáadandó csomópont már megjelenik-e a prioritásos sorban. Ha igen, akkor a prioritást és a szülőmutatót módosítjuk, hogy azok megfeleljenek az alacsonyabb költségű útnak. A szokásos bináris halom alapú prioritási sor nem támogatja közvetlenül egyik elemének keresését sem, de kiegészíthető egy hash táblával, amely leképezi az elemeket a halomban lévő helyzetükre, lehetővé téve ezzel a végrehajtáskor a prioritáscsökkentési művelet időigényének logaritmikusra csökkentését. Alternatív megoldásként egy Fibonacci-halom ugyanazokat a prioritáscsökkentési műveleteket hajthatja végre konstans amortizált időben.

### Különleges esetek
Dijkstra algoritmusa, mint egy egységes költségű keresési algoritmus további példája, tekinthető az A* speciális esetének, ahol h(x) = 0 minden x-re. Az általános mélységi keresés az A* használatával valósítható meg, figyelembe véve, hogy létezik egy nagyon nagy értékkel inicializált globális C számláló. Minden egyes csomópont feldolgozásakor C-t rendelünk az összes újonnan felfedezett szomszédához. Minden egyes hozzárendelés után csökkentjük a C számlálót eggyel. Így minél korábban fedez fel egy csomópontot, annál magasabb h(x) értéke. Mind Dijkstra algoritmusa, mind a mélységi keresés hatékonyabban megvalósítható anélkül, hogy el kellene tárolni h(x) értékét minden csúcshoz.

## Tulajdonságok

### Végesség és teljesség
A nem negatív élsúlyú véges gráfokon hogy az A* garantáltan terminál, és teljes, azaz mindig megtalálja a megoldást (egy utat a kezdetektől a célig), ha létezik. Végtelen gráfokon, véges elágazási tényezővel és pozitív alsó korlátú élköltséggel ({\textstyle d(x,y)>\varepsilon >0} valamely rögzített {\displaystyle \varepsilon }-ra) az A* csak akkor terminál garantáltan, ha van megoldás.

### Megengedhetőség
A keresési algoritmus megengedhető, ha garantáltan megtalálja az optimális megoldást. Ha az A* által használt heurisztikus függvény megengedhető, akkor A* is megengedhető. Ennek intuitív „bizonyítéka” a következő:
Amikor A* befejezi a keresést, megtalált egy utat az kezdőcsúcstól a célig, amelynek tényleges költsége alacsonyabb a kezdőcsúcstól a célig tartó bármely út becsült költségénél bármely nyúlt csúcson át (azaz a csúcs f értékénél). Ha a heurisztika megengedhető, ezek a becslések optimisták (nem egészen – lásd a következő bekezdést), így az A* biztonságosan figyelmen kívül hagyhatja ezeket a csomópontokat, mert nem vezethetnek a meglévőnél olcsóbb megoldáshoz. Más szóval az A* soha nem hagyja figyelmen kívül az alacsonyabb költségekkel járó út lehetőségét a kezdetektől a célig, ezért folytatja a kutatást, amíg ilyen lehetőségek léteznek.
A tényleges bizonyíték egy kicsit bonyolultabb, mert a nyílt csúcsok f értékei nem garantáltan optimálisak, még megengedhető heurisztika esetén sem. Ennek oka az, hogy a nyitott csomópontok g értéke nem garantáltan optimális, tehát az összeg g+h nem feltétlenül optimális.

### Optimális hatékonyság
Az A algoritmus optimálisan hatékony alternatív algoritmusok Alt halmazára nézve a P problémahalmazon, ha P minden P problémájára és Alts minden A′ algoritmusára az A által P megoldása közben kiterjesztett csúcsok halmaza (nem feltétlenül valódi) részhalmaza az A′ által P megoldása közben kiterjesztett csúcsokénak. Az A* optimális hatékonyságának végleges vizsgálata Rina Dechter és Judea Pearl eredménye. Az Alts és a P sokféle meghatározását tekintették mind megengedhető, mind monoton és megengedhető A*-heurisztikákkal. A legérdekesebb pozitív eredmény, amelyet bebizonyítottak, hogy az A* monoton heurisztikával optimálisan hatékony az összes megengedhető A*-hoz hasonló keresési algoritmusra nézve az összes „nem patologikus” keresési probléma esetén.  Ez az eredmény nem érvényes, ha az A* heurisztikája megengedhető, de nem monoton. Ebben az esetben Dechter és Pearl megmutatta, hogy léteznek olyan megengedhető A*-hoz hasonló algoritmusok, amelyek bizonyos nem patologikus problémák esetén tetszőlegesen kevesebb csomópontot tudnak kiterjeszteni, mint az A*.
Az optimális hatékonyság a kiterjesztett csúcsok halmazáról szól, nem a kiterjesztések számáról (A* fő ciklusának iterációszámáról). Ha a heurisztika megengedhető, de nem monoton, akkor egy csúcsot az A* többször, legrosszabb esetben exponenciálisan sokszor is kiterjeszthet. Ilyen körülmények között Dijkstra algoritmusa jelentősen felülmúlhatja az A*-ot.

## Korlátozott enyhítés

Egy A* keresés, amely egy heurisztikát használ, amely 5,0 (= ε) szorzata egy konzisztens heurisztikának, és szuboptimális útvonalat kap.

Noha a megengedhetőségi kitétel garantálja az optimális megoldási utat, ez azt is jelenti, hogy az A*-nak meg kell vizsgálnia az összes egyformán érdemes utat az optimális megtalálásához. Hozzávetőlegesen legrövidebb utak kiszámításához a megengedhetőség kritériumának enyhítésével fel lehet gyorsítani a keresést az optimalitás rovására. Gyakran szeretnénk úgy korlátozni ezt az enyhítést, hogy garantáljuk, hogy a megoldás útja nem rosszabb, mint az optimális megoldási út {\displaystyle (1+\varepsilon )}-szorosa. Ezt az új garanciát ε-megengedhetőnek nevezzük.
Számos ε-megengedhető algoritmus létezik:
- Súlyozott A* / statikus súlyozás.[15] Ha {\displaystyle h_{a}(n)} egy megengedhető heurisztikus függvény, az A* súlyozott változata a {\displaystyle h_{w}(n)=\varepsilon h_{a}(n)} ({\displaystyle \varepsilon >1}) heurisztikus függvényt használva a szokasos módon végzi el az A* keresést (ami végül gyorsabban történik, mint {\displaystyle h_{a}} használatával, mivel kevesebb csúcs kiterjesztésére kerül sor). Ennélfogva a keresési algoritmus által megtalált út legfeljebb költsége legfeljebb ε-szorosa a gráf legolcsóbb útjának költségének.[16]
- A dinamikus súlyozás[17] az {\displaystyle f(n)=g(n)+(1\!+\!w(n))h(n)} költségfüggvényt használja, ahol {\displaystyle w(n)={\begin{cases}1-{\frac {d(n)}{N}},&d(n)\leq N\\0,&d(n)>N\end{cases}}}, ahol d(n) a keresés mélysége, N pedig a megoldási út várható hossza.
- A mintavételezett dinamikus súlyozás[18] a csomópontok mintavételével a heurisztikus hibát jobban becsüli meg és távolítja el.
- {\displaystyle A_{\varepsilon }^{*}}.[19] két heurisztikus függvényt használ. Az első a FOCAL lista, amelyet a jelölt csomópontok kiválasztására használunk, a második hF pedig a legígéretesebb csomópont kiválasztására szolgál a FOCAL listából.
- Aε a {\displaystyle Af(n)+Bh_{F}(n)} függvénnyel választja ki a csúcsokat, ahol A és B konstans. Ha nem lehet egyetlen csúcsot sem kiválasztani, akkor az algoritmus visszalép a {\displaystyle Cf(n)+Dh_{F}(n)} függvényhez, ahol C és D konstans.
- Az AlphA*[20] megpróbálja elősegíteni az mélységi kiaknázást azáltal, hogy a nemrégiben kibővített csomópontokat részesíti előnyben. Az AlphA* az {\displaystyle f_{\alpha }(n)=(1+w_{\alpha }(n))f(n)} költségfüggvényt használja, ahol {\displaystyle w_{\alpha }(n)={\begin{cases}\lambda ,&g(\pi (n))\leq g({\tilde {n}})\\\Lambda ,&g(\pi (n))>g({\tilde {n}})\end{cases}}}, ahol λ és Λ konstans, {\displaystyle \lambda \leq \Lambda }, {\displaystyle \pi (n)} az {\displaystyle n} szülője, és {\displaystyle {\tilde {n}}} a legutóbb kiterjesztett csúcs.

## Bonyolultság
Az A* időbonyolultsága a heurisztikától függ. Legrosszabb esetben egy korlátlan keresőtérben a kibontott csomópontok száma exponenciális a megoldás (a legrövidebb út) d mélységében: O(bd), ahol b az elágazási tényező (az utódok átlagos száma állapotonként). Ez feltételezi, hogy egy célállapot egyáltalán létezik, és a kiindulási állapotból elérhető; ha nem, és az állapottér végtelen, akkor az algoritmus soha nem terminál.
A heurisztikus függvény nagymértékben befolyásolja az A* keresés gyakorlati végrehajtását, mivel egy jó heurisztika lehetővé teszi, hogy az A* a {\displaystyle b^{d}} csúcsból sok olyat lemetsszen, amit egy nem informált keresés kiterjesztene. Minőségét kifejezhetjük b* effektív elágazási tényezőjével, amelyet empirikusan meg lehet határozni egy probléma esetén a kiterjesztett csúcsok számának, N-nek és a megoldás mélységének megmérésével, majd az
{\displaystyle N+1=1+b^{*}+(b^{*})^{2}+\dots +(b^{*})^{d}}
egyenlet megoldásával.
A jó heurisztika alacsony effektív elágazási tényezővel rendelkezik (az optimális b* = 1).
Az időbonyolultsága polinomiális, ha a keresési tér egy fa, egyetlen célállapot van, és a h heurisztikus függvény megfelel a
{\displaystyle |h(x)-h^{*}(x)|=O(\log h^{*}(x))}
feltételnek, ahol h* az optimális heurisztika, az x-től a célig való eljutás pontos költsége. Más szóval, a h hibája nem fog gyorsabban növekedni, mint a h* „tökéletes heurisztika” logaritmusa, amely az x-től a célig tartó valódi távolságot adja vissza.
Az A* tárhelybonyolultsága nagyjából ugyanaz, mint az összes többi gráfkeresési algoritmusé, mivel az összes generált csomópontot a memóriában tartja. A gyakorlatban ez az A* keresés legnagyobb hátránya, ami az olyan memóriakorlátos heurisztikus keresések kifejlesztéséhez vezet, mint például az A* iteratív mélyítése, a memóriakorlátos A* és az SMA*.

## Alkalmazások
Az A*-ot gyakran használják az általános útmeghatározási problémára olyan alkalmazásokban, mint például a videójátékok, de eredetileg egy általános gráfbejáró algoritmusnak tervezték. Számos különféle problémában alkalmazzák, beleértve a sztochasztikus nyelvtanok elemzésével kapcsolatos problémát az a természetes nyelvek feldolgozásakor. Használják ezen kívül például online tanulásos információs keresésben is.

## Kapcsolatok más algoritmusokkal
Az A*-ot az különbözteti meg egy mohó best-first algoritmustól, hogy figyelembe veszi a már megtett költségeket/távolságot, g(n)-t.
Dijkstra algoritmusának néhány általános változatát az A* speciális esetének tekinthetjük, ahol heurisztika {\displaystyle h(n)=0} minden csúcsra, miközben Dijkstra és A* egyaránt a dinamikus programozás speciális esetei. Maga az A* az elágazás és korlátozás egy általánosításának egy speciális esete.

## Változatok
- Bármikor A*[24] vagy bármikor javítható A* (ARA*)[25]
- Bármikor Dynamic A*
- A* blokk
- D*
- D mező*
- Peremkeresés
- Peremmegtakarítás* (FSA*)
- Általános adaptív A* (GAA*)
- Növekményes heurisztikus keresés
- Információs keresés[22]
- Iteratív elmélyítés A* (IDA*)
- Ugrópontkeresés
- Egész életen át tartó tervezés A* (LPA*)
- Szorzóval gyorsított A* (MAA*)[26]
- Új kétirányú A* (NBA*)[27]
- Egyszerűsített memória, határolt A* (SMA*)
- Valós idejű A*[28]
- Theta*
- Időkorlátozott A* (TBA*)[29]

Az A* egy kétirányú keresési algoritmushoz is adaptálható. Különös figyelmet kell fordítani a megállási kritériumra.

## Fordítás
Ez a szócikk részben vagy egészben  az   A* search algorithm című angol Wikipédia-szócikk ezen változatának fordításán alapul.  Az eredeti cikk szerkesztőit annak laptörténete sorolja fel. Ez a jelzés csupán a megfogalmazás eredetét és a szerzői jogokat jelzi, nem szolgál a cikkben szereplő információk forrásmegjelöléseként.